# Јордан Поп Јорданов
Јордан Поп Јорданов (Велико Градиште, 23. новембар 1925 — Скопље, 12. март 2024) био је српски, македонски и југословенски универзитетски професор и научни радник. Био је редовни професор и декан Електротехничког факултета у Београду, као и редовни члан и председник Македонске академије наука и уметности (МАНУ). Истакао се радовима из неутронске и реакторске физике, некласичне енергетике и квантне неуродинамике.

## Биографија
Професор Јордан Поп Јорданов је гимназију учио у Пожаревцу и Штипу, а Филозофски факултет је завршио у Скопљу 1956. године. Дипломирао је и на Електротехничком факултету Универзитета у Београду 1960. године, одсек за Техничку физику, где је и докторирао 1963. године. У периоду 1960—1970 године радио је у Институту за нуклеарне науке у Винчи као научни и виши научни сарадник. Такође је у Винчи био и председник Научног већа.
Јануара 1971. прелази на Електротехнички факултет у Београду, најпре како ванредни, а затим (од 1976.) као редовни професор, све до превременог пензионисања 1984. На редовним и постдипломским студијама је држао наставу из атомске и статистичке физике, енергетске микрофизике и квантне електродинамике. Такође је основао постдипломски смер за сунчеву енергију, први у земљи из ове проблематике. Био је декан Електротехничког факултета Универзитета у Београду 1977-1979 године.
1984. године прелази у Скопље као председник Македонске академије наука и уметности (МАНУ), на којој дужности остаје до краја 1991. Касније је био и дирeктор Истраживачког центра за енергетику, информатику и материјале МАНУ (до 2012. године), и председник Македонског националног комитета Светског савета за енергију. У МАНУ је радио као руководилац неколико домаћих и иностраних пројекaта из енергетског моделирања, соларног електрицитета и квантне неуродинамике.

## Признања
За заслуге на пољу науке, електротехничке струке и образовања, професор Поп Јорданов је добитник многих признања, међу којима и
- Годишња награда Института у Винчи за индивидуално научно остварење (1964)
- Јубилaрна награда Института у Винчи за развој научне области (1968)
- Award WREN-UNESCO for best paper at the World Congress on Renewable Energy in Denver (1996)
- Партизанска споменица 1941.[5]

## Дела
Аутор је или коаутор више од 250 научних и стручних радова, од којих су многи публиковани у реномираним међународним часописима и зборницима научних конференција.
Универзитетски уџбеници:
- „Неравнотежна статистичка физика“ (1981)
- „Квантна електродинамика“ (1983)